# Michael Schneider (Sprengmeister)
Michael Schneider (* 1960) ist ein deutscher Sprengmeister. Er betreute unter anderem die Abbruchsprengungen einiger der höchsten deutschen Autobahnbrücken und der alten Olympiaschanze in Garmisch-Partenkirchen.

## Leben
Michael Schneider wuchs in der Nähe von Erfurt auf. Er arbeitete rund zehn Jahre als Bergmann im Thüringer Schieferabbau und war dabei an Sprengungen unter Tage beteiligt. 1981 machte er seinen Sprengschein in der DDR.
Mit der deutschen Wende begann er mit Abbruchsprengungen. Er war als Sprengmeister unter anderem an zahlreichen Sprengungen von Schornsteinen, Hochhäusern und Brücken beteiligt, aber auch an Felssprengungen für den Autobahnbau in den neuen Bundesländern. Er verfügt über mehrere Sprengscheine unter anderem für Unterwassersprengung, Steinbruchsprengung und Abbruchsprengung. Er ist seit etwa 2013 als Projektleiter Sprengtechnik bei der Firma Liesegang tätig.
Einzelne Sprengungen wurden filmisch begleitet. Dazu gehört eine Reportage auf Kabel Eins über die Sprengung des Kraftwerk Mitte bei Spremberg im Jahr 2001. Die Schornsteinsprengung 2012 im ehemaligen VEB Elguwa Leipzig ist eine Episode im Dokumentarfilm Geschichten hinter vergessenen Mauern.
Die Sprengungen von mehreren hohen Autobahn-Talbrücken haben Schneider einer großen Öffentlichkeit bekannt gemacht. Er wurde in zahlreichen Interviews zu den Details der Planungen und Durchführungen befragt. Die Sprengungen wurden teils durch Public Viewings begleitet und fanden großen Widerhall in den Medien. Zu den bisher größten Sprengungen gehören 2013 die Talbrücke Sinntal mit rund 750 Metern Länge und 2022 die Talbrücke Rinsdorf, mit 71,9 Metern die damals höchste gesprengte Brücke in Deutschland.
Schneider wohnt mit seiner Frau in Plauen.

## Sprengungen (Auswahl)
- 2001: Kraftwerk Mitte bei Spremberg[5]
- 2003: Konrad-Adenauer-Haus (Bonn), CDU-Zentrale von 1971 bis 2000[7]
- 2007: Große Olympiaschanze in Garmisch-Partenkirchen[8]
- 2012: Schornsteinsprengung im ehemaligen VEB Elguwa Leipzig
- 2013: Talbrücke Sinntal, Bundesautobahn 7[9]
- 2018: 110 Meter hoher Schornstein eins Heizkraftwerks in Bautzen[10]
- 2020: Begleitung der Sprengung der Kühltürme des stillgelegten Kernkraftwerk Philippsburg als begleitend prüfender Sprengberechtigter[11]
- 2021: Kirchturm der Evangelischen Kirche in Handarpe[12]
- 2022: Talbrücke Rinsdorf, Bundesautobahn 45[13]
- 2023: Talbrücke Eisern, Bundesautobahn 45 bei Siegen[8]
- 2023: Talbrücke Rahmede, Bundesautobahn 45, bei Lüdenscheid, mit 450 Metern Länge und 70 Meter Höhe.[14]
- 2023: Südliche Fahrbahn der Talbrücke Sterbecke, Bundesautobahn 45, bei Schalksmühle, 265 Meter Länge und 45 Meter Höhe.[15]
- 2024: Sprengung des 106 Meter hohen Kühlturmes des Kraftwerks Werdohl-Elverlingsen[16]
- 2025: Sprengung des Kohlekraftwerks Ensdorf[17]